# Долгий (Воронежская область)
Долгий — хутор в Нижнедевицком районе Воронежской области.
Входит в состав Синелипяговского сельского поселения.

## География

### Улицы
- ул. Долгая